# 科扎克勒

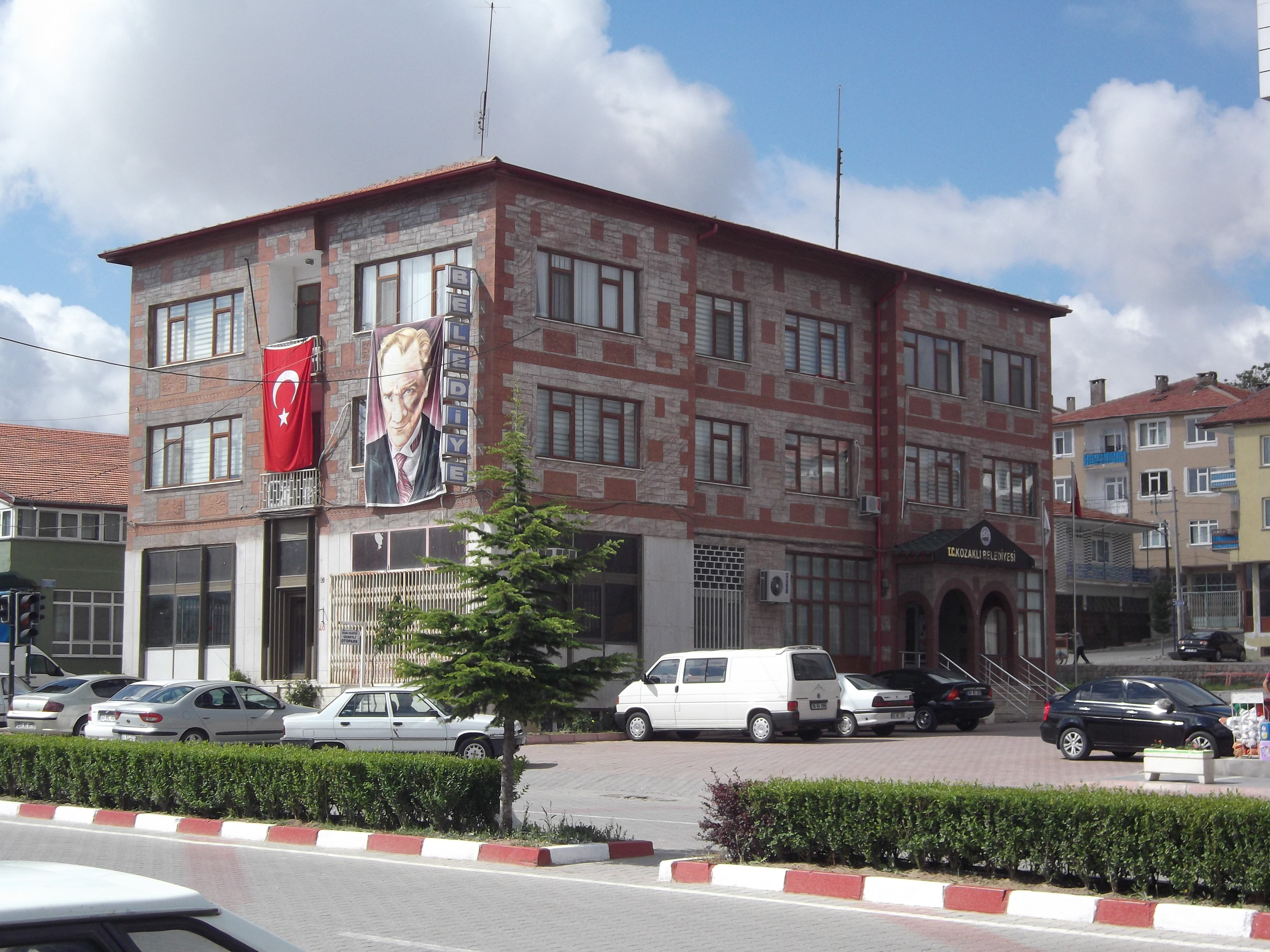
Kozaklı Municipality

科扎克勒是土耳其的城鎮，由內夫謝希爾省負責管轄，位於該國中部，距離首府內夫謝希爾約100公里，面積706平方公里，海拔高度1,275米，2008年人口7,065。

## 外部連結
- KOZTEB （页面存档备份，存于）
- District governor's official website （页面存档备份，存于） （土耳其文）
- District municipality's official website （页面存档备份，存于） （土耳其文）
- District municipality's official website （土耳其文）
- Map of Kozaklı district []
- Administrative map of Kozaklı district

39°13′00″N 34°51′00″E / 39.21667°N 34.85000°E